# Соколов, Александр Михайлович
Александр Михайлович Соколов (1901, Тихвин — 1984, Ленинград) — советский архитектор.

## Биография
- В 1930 г. окончил Высший художественно-технический институт в Ленинграде (бывш. Императорская Академия художеств).
- С 1948 по 1960 г. — главный архитектор Ленметропроекта.
- Преподаватель ЛИСИ; декан Градостроительного факультета (1964—1969)[1].
- Депутат Ленинградского областного и городского Советов депутатов трудящихся (1951—1957 гг.)
- Скончался в августе 1984 г. Похоронен на Серафимовском кладбище.

## Проекты и постройки
- Станция метро «Библиотека им. Ленина» в Москве (1935)
- Молококомбинат в Ленинграде на территории Скотопригонного двора (1932 г.; построен в 1933 г., разрушен в 2012 г.; соавторы: Твелькмейер В. Ф., Фомин И. И.)
- «Новый Мурманск» — планировка города (1932 г.; конкурс; соавтор Твелькмейер В. Ф.)
- Дом правительства Абхазской ССР (1933 г.; соавтор Твелькмейер В. Ф.)
- Выборгское районное звуковое кино на 1300 мест в Ленинграде (1933 г.; соавтор Твелькмейер В. Ф.)
- Дом культуры в Кондопоге, станция Кивач Кировской ж. д. (1933 г.; соавтор Твелькмейер В. Ф.)
- Всесоюзный институт экспериментальной медицины (ВИЭМ) в Ленинграде (1933 г.; I-й вариант; соавторы: Твелькмейер В. Ф., Френк Г. Х.)
- Гостиница моряков тралового флота в Мурманске (1934 г.; соавтор Твелькмейер В. Ф.)
- Всесоюзный институт экспериментальной медицины (ВИЭМ) в Москве (1935 г.; V-й вариант; соавторы: Твелькмейер В. Ф., Френк Г. Х.)
- Колхозный киноклуб на 300 мест (1937 г.; соавтор Твелькмейер В. Ф.)
- Кинотеатры на 300 мест в Алма-Ате и г. Слободском (1937 г.)
- Станция метро «Технологический институт» в Ленинграде (1955)
- Станция метрополитена «Московские ворота» (1961)[2]

## Печатные труды А. М. Соколова
- Архитектура СССР. 1956 г.
- Архитектура Ленинграда. 1939 г., 1941 г.
- Строительство и архитектура Ленинграда. 1963 г., 1965 г.
- Путешествие под землей. Ленинградский метрополитен им. В. И. Ленина. — Л. 1956 г.
- Основные понятия архитектурного проектирования. Учебное пособие — Л. ЛГУ 1976 г. — 192 с.
- Библиографический указатель архитектурных увражей по памятникам древней Греции / [Состак как а., проф. А. М. Соколов]. — Ленинград : Б. и., 1978. — 112 с.